# Dephomys
Dephomys é um género de roedor da família Muridae.

## Espécies
- Dephomys defua (Miller, 1900)
- Dephomys eburneae (Heim de Balsac & Bellier, 1967)